# Sânnicolau Mare
Sânnicolau Mare (búlgaro del Banato: Smikluš, alemán: Groß Sankt Nikolaus, en húngaro: Nagyszentmiklós) es una ciudad con estatus de oraș en Timiş, Rumania, el más occidental del país. Ubicado en la región de Banato, tiene una población de algo menos de 13 000 habitantes. Forma parte de Rumania desde 1919.
Sânnicolau Mare es conocida por el tesoro de veintitrés objetos de oro descubiertos en 1799 y que actualmente se encuentran en exhibición en el Kunsthistorisches Museum de Viena y el Museo Nacional Histórico, Sofía. Además, en este pueblo nació Béla Bartók, famoso compositor húngaro. 

## Demografía
| Grupo étnico        | Número | Porcentaje |
| ------------------- | ------ | ---------- |
| Rumanos             | 9,951  | 76.9%      |
| Húngaros            | 1,224  | 9.5%       |
| Búlgaros del Banato | 462    | 3.6%       |
| Serbios             | 452    | 3.5%       |
| Alemanes            | 397    | 3.1%       |
| Otros               | 452    | 3.5%       |
| Total               | 12,938 | 100%       |

| Población Histórica de Sânnicolau Mare |           |         |          |          |         |          |
| Año                                    | Población | Rumanos | Húngaros | Alemanes | Serbios | Búlgaros |
| 1880                                   | 10,836    | 31.3%   | 10.8%    | 41.2%    | 11.4%   | N.D.     |
| 1890                                   | 12,311    | 31.3%   | 12.2%    | 43.5%    | 10.3%   | N.D.     |
| 1900                                   | 12,639    | 33.1%   | 15.3%    | 41.1%    | 9.8%    | N.D.     |
| 1910                                   | 12,357    | 32.6%   | 17.5%    | 39%      | 9.2%    | N.D.     |
| 1920                                   | 10,900    | 36.1%   | 10.6%    | 40.1%    | N.D%    | N.D.     |
| 1930                                   | 10,676    | 40%     | 11.6%    | 35.2%    | 7.5%    | 0.3%     |
| 1941                                   | 10,640    | 42.1%   | 10.1%    | 35%      | N.D     | N.D      |
| 1956                                   | 9,956     | 54.6%   | 12.4%    | 24.4%    | 6.5%    | 0.8%     |
| 1966                                   | 11,428    | 59.4%   | 10.9%    | 21.8%    | 6.4%    | 1%       |
| 1977                                   | 12,811    | 62.2%   | 10.9%    | 19%      | 4.7%    | 1.6%     |
| 1992                                   | 13,083    | 73.4%   | 10.6%    | 5.9%     | 4.6%    | 3.1%     |
| 2002                                   | 12,914    | 76.8%   | 9.4%     | 3.2%     | 3.6%    | 3.6%     |